# Escuelas Públicas del Condado Jefferson

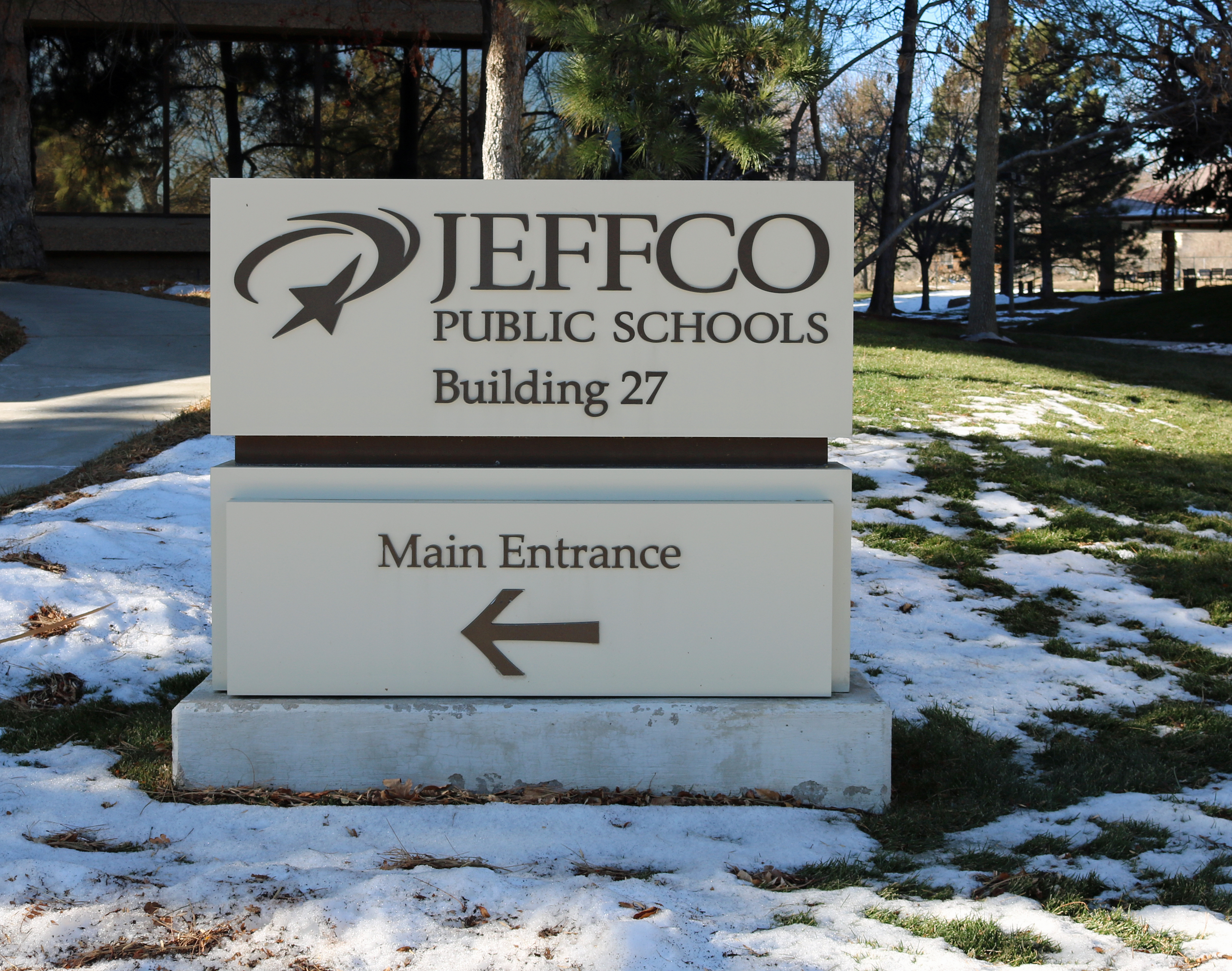
Entrada de la sede de las Escuelas Públicas del Condado de Jefferson.

Las Escuelas Públicas del Condado Jefferson (Jefferson County Public Schools, JEFFCO Public Schools) es un distrito escolar de Colorado. Tiene su sede, el Jeffco Public Schools Education Center,en West Pleasant View, un área no incorporada del condado, cerca de Golden.El distrito gestiona escuelas en el Condado de Jefferson. Jeffco es el distrito escolar más grande del Estado de Colorado. Jeffco tiene más de 84.000 estudiantes y aproximadamente 4.700 maestros/profesores. Gestiona 131 escuelas tradicionales, 10 escuelas alternativas y 13 escuelas chárter.